# 엔 카르네 프로피아
《엔 카르네 프로피아》(스페인어: En carne propia)은 1990년 방영된 멕시코의 텔레노벨라이다.